# یورینا هاسه
یورینا هاسه (انگلیسی: Yurina Hase؛ زادهٔ ۹ دسامبر ۱۹۷۹) صداپیشه، و خواننده اهل ژاپن است.